# Префація
Префація (лат. Praefatio — введення, передмова) — перша частина євхаристійної молитви (анафори) в християнській літургії. Префація слідує одразу після вступного діалогу Sursum Corda, після префації виконується гімн Sanctus («Свят»).

## Особливості
Префація, як правило, звернена до Бога-Отця. Теологічний сенс усіх префацій один — подяка Богові за його благодіяння й подяки Йому. Наприкінці префації, як правило, іде згадка про ангельське воїнство, що славословить Бога, що дозволяє плавно перейти від префації до гімну Sanctus, першим рядком якого служить пісня серафим ів з Книги Ісаї.
Згідно з дослідженням бенедиктинського літургіста Ф. Ж. Моро подібна структура комбінації «Префація Санктус» в переважній більшості літургійних обрядах християнства пояснюється тим, що джерелом для неї послужили схожі елементи в єврейському синагогальним богослужінні.
Як тексти, так і розміри префацій у різних обрядах відмінні. Так наприклад літургія, чин якої записаний в Апостольських постановах (відповідає Антиохійському богослужіння третьої чверті IV століття), містить префацію, яка в 5 разів перевищує префацію літургії Василя Великого. Її подяка охоплює всю історію творіння і всі благодіяння Бога, відомі зі Старого Завіту.
Головними відмінностями західних префацій від східних є змінність і спосіб проголошення. На Заході тексти префацій варіативні і залежать від поточного дня літургійного року, у той час як тексти префацій східних обрядів суворо фіксовані для даної літургії. Західні префації завжди проголошуються священиком вголос, у багатьох східних текст префації (або більша його частина) читається священиком таємно.

## Західні літургії
Для західних обрядів характерна велика варіативність префацій. У римському обряді кожному літургійному періоду традиційно відповідала одна або кілька префацій, причому їх загальна кількість в різні моменти історії сильно коливалася. У сакраментарії Папи Геласія (кінець V століття) містилося 54 префації, на початку VII століття їх кількість зросла до 267. У пізньому середньовіччі було вжито заходів до скорочення і впорядкування префацій, в римському місалі 1570 року їх залишилося тільки 10, але в місцевому вживанні їх було значно більше. Літургійна реформа другої половини XX століття відновила ряд древніх префацій, в місалі 2002 рокуїх загальна кількість становить 86.
Префації амвросіанського, мосарабського та галліканського обрядів відрізняються ще більшою мінливістю і мають різні префації майже для щодня літургійного року. У галліканському обряді ця частина анафори назвалася «immolatio» («жертвоприношення») або «contestatio» («свідчення»), в мосарабському — «illatio» (приношення).
Попри те, що в західних обрядах, як і в східних, в кінці I тисячоліття переважала тенденція переходу до таємного читання деяких частин євхаристійної літургії, префація на Заході завжди проголошувалася вголос.
Всі префації римського обряду суворо діляться на три частини:
- Протокол (подяка Богу-Отцю)
- Емболізм (конкретний аспект події літургійного дня)
- Есхатокол (славослів'я ангельського воїнства)

Варіативність протоколу і есхатокола мінімальна, унікальність кожної префації римського обряду забезпечує емболізм.
Префаціям присвячено окремий розділ римського місала, в якому вони згруповані по періодах літургійного року (префації Адвента, префації різдвяного часу і т. д.)

## Східні літургії
В візантійському обряді використовуються Літургія Іоанна Золотоустого та Літургія Василія Великого. Одним з головних відмінностей між цими літургіями як раз і є різний текст префацій. Префація Літургії Василія Великого майже вдвічі довша, українською її початок звучить, як «Сущий Владико, Господи, Боже Отче Вседержителю, поклоняємий!», тоді як у Літургії Іоанна Золотоустого префація починається словами «Достойно і праведно є поклонятися…». Обидві префації читаються священиком таємно, за винятком заключного вигуку «побідну пісню співаючи, викликуючи, взиваючи і промовляючи», після якого слідує Sanctus.